# Bogy

Bogy este o comună în departamentul Ardèche din sud-estul Franței. În 1 ianuarie 2022 avea o populație de 471 de locuitori.